# Le Gratteris
Le Gratteris è un comune delegato e frazione del comune di Mamirolle, situato nel dipartimento del Doubs nella regione della Borgogna-Franca Contea. in precedenza comune autonomo, il 1º gennaio 2025 è confluito nel comune di Mamirolle.

## Società

### Evoluzione demografica
Abitanti censiti